# 棒 Bastoni
『棒 Bastoni』は、2002年に公開された日本映画。松岡俊介主演。
AV男優の職業生態をコミカルに描きつつ、ラブストーリーとして展開されている。アダルトビデオの現場がふんだんに描写されている。

## キャスト
- 山口亨（AV男優）：松岡俊介
- 松永（AV男優・山口の先輩）：田口トモロヲ
- 本山（AV男優・山口の後輩）：中里栄臣
- 小林夏生（山口と結婚するAV女優）：小島由佳
- 美由紀（山口の元カノ）：金谷亜未子
- 中田緑：岩下由里香
- AV会社社長：奥田瑛二
- 熟女ものAV監督：金山一彦
- AV会社プロデューサー：北村一輝
- 松永明子（松永の妻）：速水典子
- 日比野克彦
- 石川均
- 松永の妻の不倫相手&娘のピアノの先生：北見敏之
- 奈良坂篤
- AV男優：田中要次、黒沼弘己
- 濱本康輔
- 舘昌美
- 高山広
- 三浦景虎
- 蓉崇
- AV助監督：藤田正則、須藤亮
- 伊藤英敏
- 夏生の母：志水季里子
- AV女優：横浜ゆき、麻田真夕、望月ねね、坂本ゆか、西田ももこ、間宮ユイ、金子愛
- 内山朋哉
- 三木高志
- 一之瀬介
- 司越毅
- 杉野克彦
- 秋枝直樹
- 司樹啓市
- 小村裕次郎
- 谷口正雄
- 菊池義実
- 内田一郎
- 森田雄飛
- 小島拓志
- 今村空
- 吉岡睦雄
- 伊藤健吾
- 松尾崇
- 菅野英司
- 山口大輔
- 斎藤円
- 石川裕士
- 小島弘之
- 佐藤俊輔
- 斎藤良平
- 棚澤孝義
- 吉光貴宏
- 野村芳輝
- 宮内靖泰
- 高橋悠
- 竹谷真樹子
- 高柳友孝
- 市村佳世
- 吉中大気
- 小森暁子
- 名畑晶史
- 谷崎俊英

## スタッフ
- 監督：中村和彦
- 製作者：成澤章、日下部孝一
- エグゼクティブ・プロデューサー：日下部孝一、尾川匠
- プロデューサー：佐藤敏宏、望月六郎、花村彪
- 脚本：望月六郎、中村和彦
- 編集：矢船陽介
- 企画：伊藤秀裕
- 撮影：石井浩一
- 音楽：安川午朗
- 音響効果：福島音響
- 現像：東映化学
- 協力：マックス・エー
- 製作協力：エクセレントフィルム、ルーキーエンタープライズ
- 製作：グルーヴコーポレーション、ゼアリズエンタープライズ